# 鲍里索沃市镇
鲍里索沃市镇（俄语：Борисовское муниципальное образование）是俄罗斯联邦伊尔库茨克州泰舍特区所属的一个市镇。其下辖有5个居民点，行政中心为鲍里索沃。据2016年统计，该市镇的人口为853人。